# Konvergencie
Konvergencie jsou druhé studiové album slovenské art-rockové skupiny Collegium Musicum. Bylo nahráno v září a říjnu 1971 a vydáno v prosinci téhož roku. Konvergencie jsou jedním z prvních titulů vydaných tehdy nově vzniklým hudebním vydavatelstvím Opus a jako dvojalbum představovaly ve své době velkorysý vydavatelský počin.
Obsazení skupiny po odchodu kytaristy Rastislava Vacha doplnil krátce před nahráváním osmnáctiletý kytarista František Griglák, kterého Marián Varga přivedl ze skupiny Prúdy. Sestava Marián Varga-Fedor Frešo-František Griglák-Dušan Hájek vydržela do Griglákova odchodu na jaře roku 1972.
Album je odbornou kritikou hodnoceno jako jedno z nejlepších v historii slovenské populární hudby. V anketě českých a slovenských hudebních publicistů Československá deska desek, kterou v roce 1990 uspořádal časopis Rock & Pop, skončily Konvergencie na 14. místě. Album bylo velice úspěšné i komerčně, dočkalo se několika reedic jak v 70. letech, tak i po sametové revoluci.

## Obal
První vydání alba bylo v roce 1971 poněkud uspíšeno, protože Opus jej chtěl přinést na předvánoční trh. Z důvodu nevyjasněné koncepce námětu obalu se album prodávalo nejprve bez vrchního obalu, který si zákazníci mohli vyzvednout až později.
Původní návrh obalu obsahoval jinou fotografii, než jaká byla nakonec vytištěna. Záběr zachycující skupinu Collegium Musicum ve zchátralém interiéru neobydleného domu od fotografa Tibora Borského totiž neprošel cenzurou. Borský proto vybral jinou svoji fotografii, která zobrazuje samotného Mariána Vargu. Cigaretu v jeho ústech nechalo vydavatelství z obavy před cenzurou raději vyretušovat a na obale se objevila až u CD reedic. Portréty zbylých tří členů skupiny se objevují na zadním obalu.
Autorem grafického řešení je Tibor Borský a atypické písmo navrhl Juraj Jakubisko. Sám Marián Varga ale v současnosti tvrdí, že autory jsou Jakubisko a Marián Vanek. Borský vše ozřejmuje v knize Collegium Musicum.

## Seznam skladeb naLPvydání (1971)

### LP 1

#### strana A
- „P.F. 1972“ (Marián Varga) – 22:00

#### strana B
- „Suita po tisíc a jednej noci“ (voľné spracovanie hudobných tém baletu N. A. Rimského-Korsakova Šeherezáda, úprava Collegium Musicum) – 22:33

### LP 2

#### strana C
- „Piesne z kolovrátku“ (Marián Varga, Fedor Frešo, František Griglák, Dušan Hájek/Kamil Peteraj) – 17:53

#### strana D
- „Eufónia“ (Marián Varga) – 20:06

## Seznam skladeb naCDvydání (1992)
Konvergencie byly vydány poprvé na CD jako součást kompilace, která obsahuje také EP Hommage à J.S.Bach / Ulica plná plášťov do dažďa a album Collegium Musicum. Kompilace byla vydána pod názvem Konvergencie, názvy dalších dvou titulů jsou na předním obalu vzpomenuty drobnějším písmem (na reedici kompilace z roku 2004 nejsou na předním obalu vzpomenuty vůbec).

### Disk 1
1. „Hommage à J.S.Bach“ – 7:12
2. „If You Want to Fall“ – 13:24
3. „Strange Theme“ – 13:40
4. „Concerto In D“ – 12:35
5. „P.F. 1972“ – 22:00

### Disk 2
1. „Suita po tisíc a jednej noci“ – 22:33
2. „Piesne z kolovrátku“ – 17:53
  - „Pieseň z kolovrátku“
  - „Tvoj sneh“
  - „Chorál“
3. „Eufónia“ – 20:06
4. „Ulica plná plášťov do dažďa“ – 6:41

poznámka: Skladby z Konvergencií jsou zvýrazněny tučným písmem.

## Seznam skladeb naCDvydání (2007)
V roce 2007 byly Konvergencie vydány opět samostatně. Čtyři skladby jsou rozděleny na dva kompaktní disky. Každá ze čtyř kompozic je zde nově rozdělena na jednotlivé části.

### Disk 1

#### „P.F. 1972“
1. Part I. – 7:03
2. Part II. – 1:04
3. Part III. – 2:09
4. Part IV. – 6:10
5. Part V. – 1:59
6. Part VI. – 0:57
7. Part VII. – 2:32

#### „Suita po tisíc a jednej noci“
1. Part I. – 5:48
2. Part II. – 5:18
3. Part III. – 5:53
4. Part IV. – 2:07
5. Part V. – 3:23

### Disk 2

#### „Piesne z kolovrátku“
1. „Preludium“ 1:48
2. „Pieseň z kolovrátku“ – 4:23
3. „Interludium I.“ – 0:35
4. „Interludium II.“ – 1:41
5. „Tvoj sneh“ – 4:44
6. „Interludium III.“ – 0:47
7. „Interludium IV.“ – 0:37
8. „Chorál“ – 3:14

#### „Eufónia“
1. Part I. – 2:58
2. Part II. – 1:41
3. Part III. – 4:34
4. Part IV. – 5:57
5. Part V. – 4:53

## Obsazení
- Marián Varga – Hammond organ, organ, klavír, subharchord
- Fedor Frešo – basová kytara, basová mandolína, zpěv
- František Griglák – kytara, mandolína, zpěv
- Dušan Hájek – bicí nástroje
- Pavol Hammel, j.h. – zpěv (Piesne z kolovrátku)
- Dětský pěvecký sbor pod vedením I. Klocháně (P.F. 1972)

## Přehled vydání
- 1971 – Opus (kat. číslo 9113 0136/37)
- 1992 – Opus a.s. (kat. číslo 91 2413-2) – znovu vydáno v roce 2004
- 2007 – Opus a.s. (kat. číslo 91 2772-2)